# 白氏六帖
『白氏六帖』（はくしりくじょう）は、中国唐代の類書である。撰者は白居易で、会昌5年（845年）完成とされる。全30巻。正式には『白氏六帖事類集』。

## 概要
原題は『経史類要』または『事類集要』で、隋代の『北堂書鈔』に倣って故事成語を収集し、詞藻の用に供したものである。

### 構成
その構成は、1,970門の分類からなっている。白居易は、数千の瓶子を放置し、人に命じて諸々の典籍中の詩文佳句を取り、それを瓶子中に投じさせ、後に再び門類ごとに分別し、本書を作ったとされる。
主な門類
天地日月・山水川沢・都邑居道・衣服印綬・宗親奴婢・刑法断獄・軍旅出征・資糧屯田・祭祀蒸嘗・戸口徴賦・叛乱寇賊　など

## 後世の評価
宋代に晁仲衍が注を為し、孔伝が続編として『孔氏六帖』30巻を撰したので、後人はそれを本書と合本し、『白孔六帖』または『唐宋白孔六帖』と称した。100巻。また、『資暇集』や『南部新書』の撰者らは、その錯誤を指摘している。同様に『容斎随筆』でも、浅薄な書として扱われている。
白居易存命当時から既に彼自身の手を離れ、幾多の人々の手を経る内に次第に増補されて行ったらしく、その内容体裁の齟齬・雑駁さは、このような経緯の中で生じたものであった。
但し、本書中に引かれるものの中には、伝存しない資料からの引用も多々見られ、その資料的な価値は高い。律令関係の部分には、伝来しない唐の律令格式が引用されている。

## 版本
日本伝来の宋版が見られ、それが影印刊行されている。
静嘉堂文庫本（陸心源旧蔵、静嘉堂文庫現蔵、12冊、重要文化財）は北宋後期～南宋初めに刊刻されたもので、影印が刊行されている（『［古典研究會叢書―漢籍之部40～42］白氏六帖事類集1～3』〔汲古書院、2008.3-2012.3〕）。
天理図書館本（傅増湘旧蔵、天理大学附属天理図書館現蔵、18冊、重要文化財）は南宋初め紹興年間に刊刻されたもので、台湾の新興書局より1975年に2冊本として影印出版され、清華大学から『唐代四大類書北堂書鈔・芸文類聚・初学記・白氏六帖』として全3冊で2003年に縮印刊行された（画質は悪い）。
これらとは別の古い版本としては、段玉裁が発見した『新雕白氏六帖事類添注出経』と題する、採録文献の出典を詳細に記す添注本があり、現在、北京図書館に残巻四巻（巻十七から巻二十まで）、台湾の国立中央図書館に全三十巻（内、巻二十九、巻三十は欠）が蔵されている。